# 屯鹿月桃
屯鹿月桃（学名：Alpinia tonrokuensis）为姜科月桃属下的一个种。

## 扩展阅读
- 維基物種上的相關：屯鹿月桃